# Гевеадорп
Гевеадорп (нід. Heveadorp) — село в нідерландській провінції Гелдерланд. Входить до муніципалітету Ренкюм.
Його площа становить 0,56км², а населення станом на 2021 рік складало 720 осіб.

## Галерея

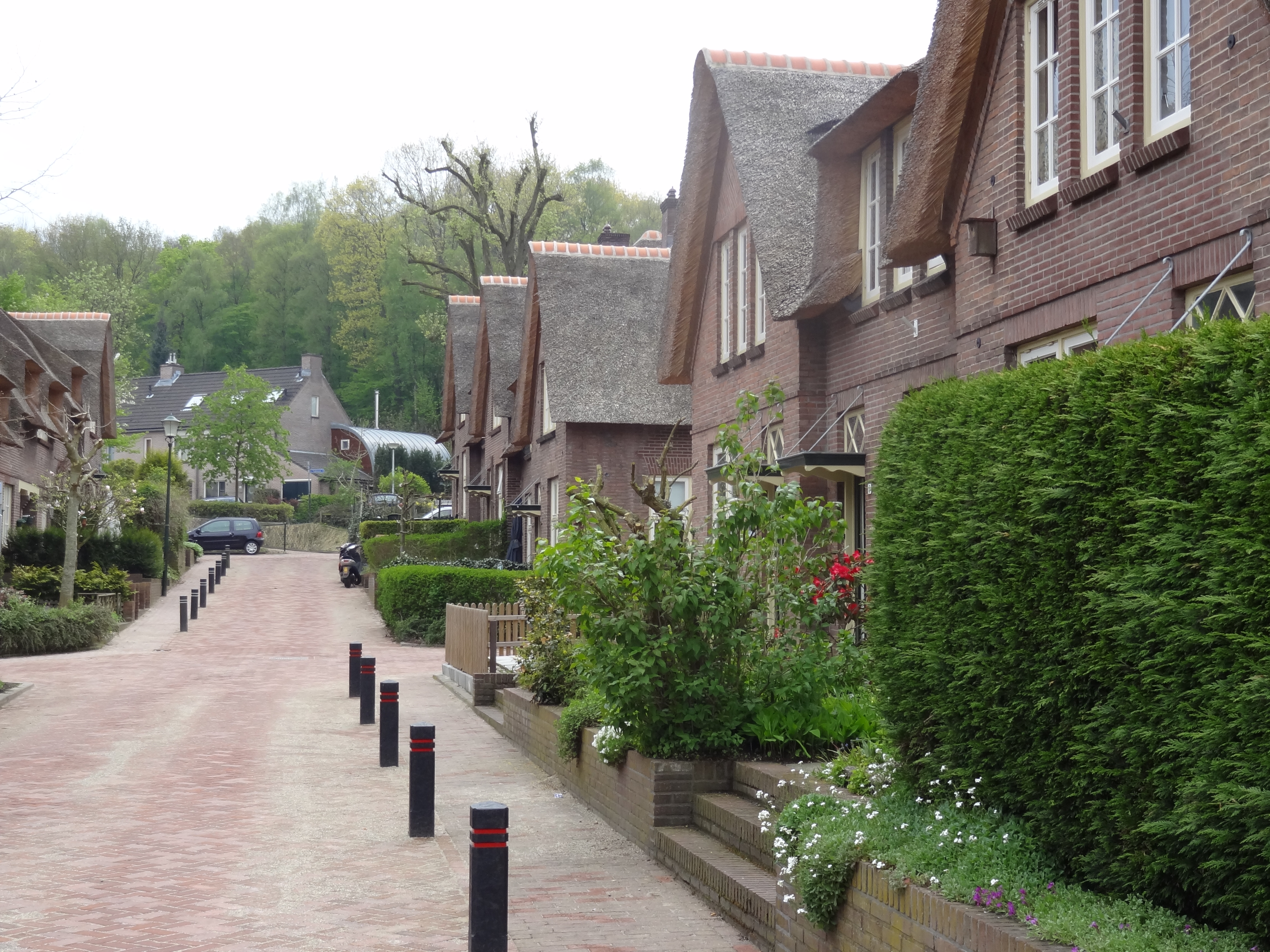
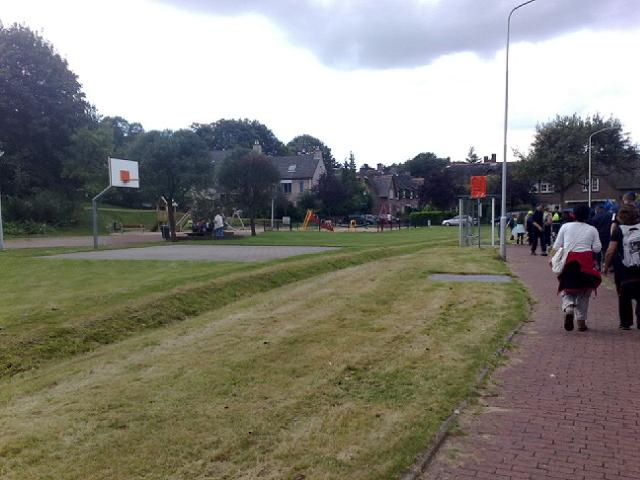
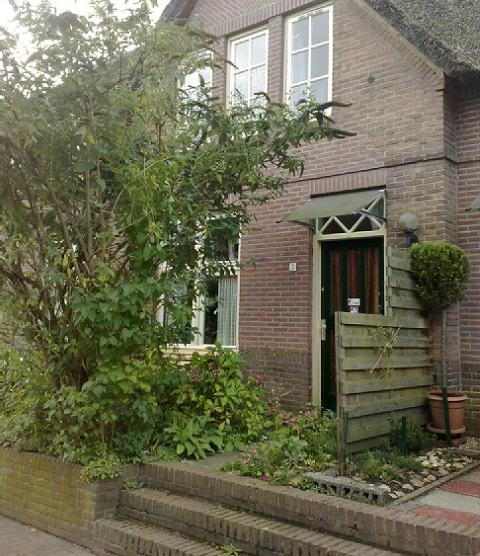